# Scyloxes zhaoi
Espèce
Synonymes
- Stedocys zhaoi Wu & Li, 2017

Scyloxes zhaoi est une espèce d'araignées aranéomorphes de la famille des Scytodidae.

## Distribution
Cette espèce est endémique de Thaïlande. Elle se rencontre dans  les provinces de Kanchanaburi et de Chumphon.

## Description
Le mâle holotype mesure 9,89 mm et la femelle paratype 11,12 mm.

## Systématique et taxinomie
Cette espèce a été décrite sous le protonyme Stedocys zhaoi par Wu et Li en 2017. Elle est placée dans le genre Scyloxes par Zamani, Stockmann, Magalhaes et Rheims en 2022.

## Étymologie
Cette espèce est nommée en l'honneur de Hui-feng Zhao.

## Publication originale
- Wu, Luo & Li, 2017 : « Nine new species of the spider genus Stedocys (Araneae, Scytodidae) from China and Thailand. » Zoological Research, vol. 52, no 5, p. 215-242 (texte intégral).